# Équipe cycliste Tönissteiner-TW Rock-BASF
L'équipe cycliste Tönissteiner-TW Rock-BASF est une équipe cycliste professionnelle belge qui a existé en 1984 et 1985. Elle portait le nom de Tönissteiner-Lotto-Mavic en 1984.

## Histoire de l'équipe
L'équipe Tönissteiner-Lotto-Mavic est créée en 1984. Cette année-là, Daniel Rossel remporte Le Samyn et Benny Van Brabant Binche-Tournai-Binche.
En 1985, l'équipe change de nom et devient Tönissteiner-TW Rock-BASF.

## Effectifs

### 1984
| Effectif 1984             | Effectif 1984     | Effectif 1984 | Effectif 1984             |
| Cycliste                  | Date de naissance | Pays          | Équipe précédente         |
| ------------------------- | ----------------- | ------------- | ------------------------- |
| Wim Baeyens               | 29 septembre 1961 | Belgique      |                           |
| Jan Baeyens               | 16 juin 1957      | Belgique      |                           |
| Guido Beyens              | 30 novembre 1955  | Belgique      |                           |
| Flip Cottenies            | 20 août 1962      | Belgique      |                           |
| Kenny De Maerteleire      | 4 mai 1961        | Belgique      |                           |
| Jules Dubois              | 29 mars 1958      | Belgique      |                           |
| Marc Goossens             | 11 février 1958   | Belgique      |                           |
| Roger Ilegems             | 13 décembre 1962  | Belgique      |                           |
| André Lurquin             | 27 août 1961      | Belgique      |                           |
| Stefan Morjean            | 17 mars 1960      | Belgique      |                           |
| Rudy Patry                | 6 août 1961       | Belgique      |                           |
| Daniel Rossel             | 24 juillet 1960   | Belgique      |                           |
| Danny Van Baelen          | 2 août 1960       | Belgique      |                           |
| Benny Van Brabant         | 8 mai 1959        | Belgique      | Splendor-Euro Shop (1983) |
| Francis Vermaelen         | 5 août 1960       | Belgique      |                           |
| Luc Wallays               | 7 août 1961       | Belgique      |                           |
| Johan Wellens             | 14 février 1956   | Belgique      |                           |
| Jan Wijnants              | 8 septembre 1958  | Belgique      | Boule d'Or-Colnago (1983) |
| Ludwig Wijnants           | 4 juillet 1956    | Belgique      | Boule d'Or-Colnago (1983) |
| Aloïs Wouters             | 17 août 1962      | Belgique      |                           |
|                           |                   |               |                           |
| Source : Cycling Archives |                   |               |                           |

note: Wim Baeyens
note: Jan Baeyens
note: Guido Beyens
note: Flip Cottenies
note: Kenny De Maerteleire
note: Jules Dubois
note: Marc Goossens
note: Roger Ilegems
note: André Lurquin
note: Stefan Morjean
note: Rudy Patry
note: Daniel Rossel
note: Danny Van Baelen

### 1985
| Effectif 1985             | Effectif 1985     | Effectif 1985 | Effectif 1985                 |
| Cycliste                  | Date de naissance | Pays          | Équipe précédente             |
| ------------------------- | ----------------- | ------------- | ----------------------------- |
| Flip Cottenies            | 20 août 1962      | Belgique      |                               |
| Jules Dubois              | 29 mars 1958      | Belgique      |                               |
| André Lurquin             | 27 août 1961      | Belgique      |                               |
| Stefan Morjean            | 17 mars 1960      | Belgique      |                               |
| Rudy Patry                | 6 août 1961       | Belgique      |                               |
| Noël Segers               | 21 décembre 1959  | Belgique      | Kwantum Hallen-Decosol (1984) |
| Danny Van Baelen          | 2 août 1960       | Belgique      |                               |
| Benny Van Brabant         | 8 mai 1959        | Belgique      | Splendor-Euro Shop (1983)     |
| Luc Wallays               | 7 août 1961       | Belgique      |                               |
| Paul Wellens              | 27 juin 1952      | Belgique      | Ariostea (1984)               |
| Willem Wijnant            | 16 juillet 1961   | Belgique      |                               |
| Jan Wijnants              | 8 septembre 1958  | Belgique      | Boule d'Or-Colnago (1983)     |
| Ludwig Wijnants           | 4 juillet 1956    | Belgique      | Boule d'Or-Colnago (1983)     |
| Aloïs Wouters             | 17 août 1962      | Belgique      |                               |
|                           |                   |               |                               |
| Source : Cycling Archives |                   |               |                               |

note: Flip Cottenies
note: Jules Dubois
note: André Lurquin
note: Stefan Morjean
note: Rudy Patry